# Алексей Макаров
Макаров пренасочва насам.  За други значения вижте Макаров (пояснение).
Алексей Валериевич Макаров е руски кино и театрален актьор.

## Биография
Алексей Макаров е роден на 15 февруари 1972 година във Омск в семейство на актьори. Родителите му се развеждат, когато той е на четири годинки. Поради професията на родителите му, той пътува много и обикаля целия СССР още в най-ранна възраст. Решава да стане актьор когато е на 14 години. Не го приемат първата година, но успява при втория си опит и завършва актьорско майсторство през 1994 година.

## Филмография
- 1996 – Страницы театральной пародии
- 1999 – Ворошиловски стрелец – Борис Чуханов
- 1999 – Чек – Илья
- 2000 – В августе сорок четвёртого
- 2001 – Ростов-Папа
- 2001 – Дальнобойщики
- 2002 – Дневник убийцы
- 2002 – Главные роли
- 2003 – Каменская 3 – Аслан
- 2003 – Тяжёлый песок
- 2004 – Московская сага – Александр Шереметьев
- 2004 – Личный номер – майор Смолин
- 2004 – Чудеса в Решетове
- 2005 – Требуется няня – Андрей
- 2005 – Самая красивая – Виктор
- 2005 – Умножающий печаль – Верный конь
- 2006 – Офицеры – Ставр
- 2006 – Знаки любви – Алексей
- 2006 – Не было бы счастья... – Балашов
- 2007 – Оплачено смертью
- 2007 – Суженый-ряженый
- 2007 – Ночные сестры
- 2008 – Самая красивая 2 – Виктор
- 2008 – Офицеры 2 – Ставр
- 2009 – Снежный человек – Саша